# Vanotek
Ion Chirinciuc, mult mai cunoscut după numele de scenă Vanotek, este un producător și DJ din Republica Moldova. A studiat la Colegiul Național de Artă „Octav Băncilă” din Iași, apoi s-a mutat în București unde a început să compună pentru diverși artiști. Vanotek a pășit în industria muzicală la 17 ani, iar într-un timp foarte scurt a colaborat cu nume mari precum Antonia, Dan Bălan sau DJ Sava. Printre piesele lansate de Vanotek se numără „My Heart is Gone”, „Take the Highway”, „În dormitor” și „Tell Me Who”. Vanotek a produs și piesa „Fete din Balcani” a cântăreței Corina, devenită hit și al cărei clip este astăzi unul dintre cele mai vizualizate videoclipuri românești de pe YouTube.
După lansarea piesei „My Heart is Gone” în colaborare cu Yanka, single ce a stat săptămâni întregi în topurile din România, Vanotek a revenit cu „I'm Coming Home” cu The Code & Georgian. La cererea fanilor și a publicului care a îndrăgit piesa, Vanotek a decis să se înscrie la Eurovision și a ajuns pe locul 2 al Selecției Naționale 2016. Melodia a fost apreciată și în străinătate, țări precum Germania, Anglia și Portugalia cerând să o difuzeze la posturile lor de radio. „My Heart is Gone” a fost nominalizată de MTV Europe Music Awards pentru categoria „Best Romanian Act”.
Single-ul „Tell Me Who”, lansat în martie 2017 în colaborare cu Eneli (Ileana Popescu), s-a bucurat de succes atât în Rusia, cât și în România, și a urcat până pe locul 86 în top Shazam Worldwide. „Tell Me Who” a fost licențiată la Ultra Music, casă de discuri din Statele Unite, care se concentrează pe muzică dance electronică și reprezintă artiști precum: Tiësto, Armin van Buuren, Fedde le Grand, deadmau5, Benny Benassi, David Guetta, Avicii, Hardwell, Calvin Harris, Era Istrefi, Kygo, Markus Schulz etc. Primul album al producătorului, „No Sleep”, a fost lansat pe 22 noiembrie 2017.
Vanotek colaborează în prezent cu Global Records, una dintre principalele case de discuri din România care reprezintă artiști de top precum Inna, Antonia, Carla's Dreams, Lariss, Nicoleta Nucă, Alexandra Stan sau Mira. A fost invitat de-a lungul carierei să urce pe scena unor evenimente muzicale importante, precum Untold (Cluj-Napoca), Neversea (Constanța) sau Gustar (Furceni).

## Primii ani de viață
Născut în Republica Moldova, Vanotek locuiește în România din 2001. A început să studieze muzica încă din clasa a II-a, la Colegiul Național de Artă „Octav Băncilă” din Iași. Vanotek compune muzică de la vârsta de 17 ani.

## Carieră muzicală
Alături de Yanka, fostă concurentă la Vocea României, Vanotek a lansat piesele „Jungle” și „My Heart is Gone”. „My Heart is Gone” este o co-producție Smash Production și Global Records. În decembrie 2015, Vanotek a lansat „I'm Coming Home”, o colaborare cu The Code și Georgian. Piesa a fost înscrisă la Eurovision, unde a ajuns pe locul 2 al Selecției Naționale. „My Heart is Gone” și „I'm Coming Home” au fost licențiate în teritorii precum Grecia, Cipru, Turcia, Polonia, Bulgaria, Albania, Rusia, Ucraina, Belarus, Estonia, Letonia sau Lituania. Piesa „My Heart is Gone” a fost nominalizată la MTV Best Romanian Act.
Vanotek a colaborat pentru prima dată cu Eneli, o cântăreață din Târgu Jiu, în primăvara anului 2017, alături de care a lansat „Tell Me Who”, „Vision”, „Tara” și „Back to Me”. Piesele fac parte de pe albumul de debut al lui Vanotek, „No Sleep”, și au fost compuse de cei doi artiști. Albumul include 12 piese plus un remix și a fost lansat pe 22 noiembrie 2017 pe platformele digitale printr-un eveniment la care au participat artiști Global Records, dar și alți artiști din industrie care apreciază muzica lui Vanotek. „Tell Me Who”, cea mai cunoscută piesă a artistului, a strâns peste 13 milioane de vizualizări pe YouTube. Piesa a fost licențiată la Ultra Music, casă de discuri din Statele Unite, și a ajuns până pe locul 2 în Rusia. „Back to Me” a ajuns pe locul 5 în topurile Shazam din Rusia. Piesa este licențiată la Ultra Music, a doua piesă a artistului după „Tell Me Who”.

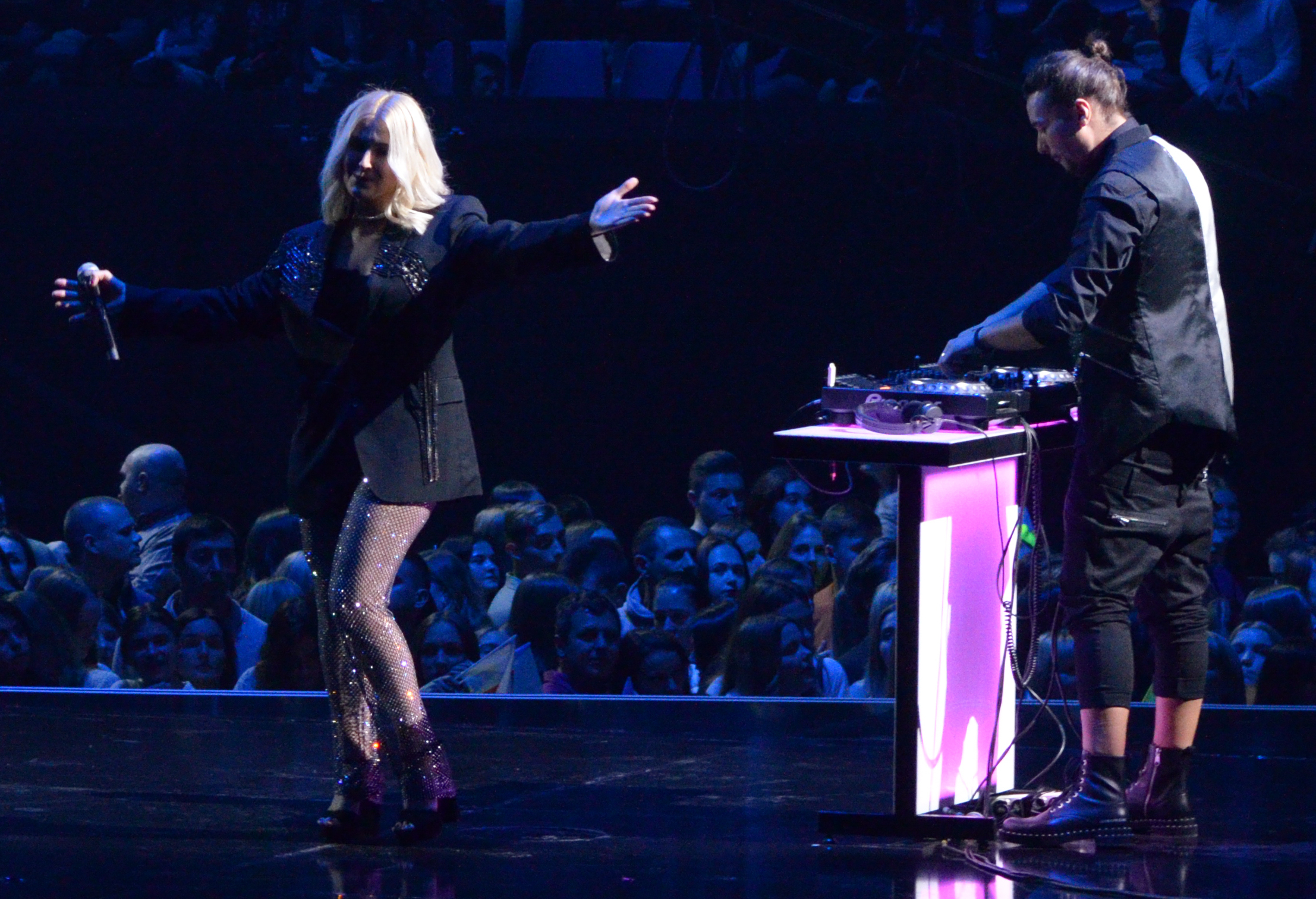
Myata (stânga) și Vanotek (dreapta) cântând la M1 Music Awards 2019

Vanotek a produs și piesa „Vita Bella” pentru Havana. Aceasta a dominat topurile muzicale din România și a fost licențiată în Franța, Belgia, Luxemburg, Olanda, țările scandinave, Rusia, Grecia și Bulgaria. Al treilea single lansat de Havana, „Que Sera, Sera”, a fost compus tot de Vanotek.
În octombrie 2019, Vanotek a lansat „Take Me” în colaborare cu cântăreața ucraineană Myata, iar ultima piesă lansată alături de Bastien se numește "Talk to me".

## Viață personală
Vanotek este căsătorit cu Alina și au împreună doi băieți.

## Discografie

### Albume
| Titlu    | Detalii                                                                                  |
| -------- | ---------------------------------------------------------------------------------------- |
| No Sleep | - Lansat: 22 noiembrie 2017 - Casă de discuri: Global Records - Format: digital download |

### Single-uri
| Titlu                                             | An   | Poziții | Poziții | Poziții | Poziții | Certificări | Album    |
| Titlu                                             | An   | ROU     | POL     | RUS     | UKR     | Certificări | Album    |
| ------------------------------------------------- | ---- | ------- | ------- | ------- | ------- | ----------- | -------- |
| „My Heart is Gone” (feat. Yanka)                  | 2015 | —       | —       | —       | —       |             | No Sleep |
| „I'm Coming Home” (feat. The Code & Georgian)     | 2015 | —       | —       | —       | —       |             | No Sleep |
| „Viajero” (feat. Hevito)                          | 2016 | —       | —       | —       | —       |             | No Sleep |
| „My Mind” (feat. Minelli)                         | 2016 | —       | —       | —       | —       |             | No Sleep |
| „În dormitor” (feat. Minelli)                     | 2016 | —       | —       | —       | —       |             | No Sleep |
| „Take the Highway”                                | 2017 | —       | —       | —       | —       |             | No Sleep |
| „Tell Me Who” (feat. Eneli)                       | 2017 | 2       | 36      | 2       | 7       |             | No Sleep |
| „No Sleep” (feat. Minelli)                        | 2017 | —       | —       | 168     | —       |             | No Sleep |
| „Back to Me” (feat. Eneli)                        | 2017 | 1       | —       | 5       | —       |             | No Sleep |
| „Tara” (feat. Eneli)                              | 2017 | —       | —       | —       | —       |             | No Sleep |
| „Vision”                                          | 2017 | —       | —       | —       | —       |             | No Sleep |
| „Runa”                                            | 2017 | —       | —       | —       | —       |             | No Sleep |
| „My Day” (cu Slider & Magnit feat. Mikayla)       | 2018 | —       | —       | 217     | —       |             | N/A      |
| „Love is Gone”                                    | 2018 | 41      | —       | 12      | —       |             | N/A      |
| „Cherry Lips” (feat. Mikayla)                     | 2019 | 19      | —       | 62      | —       |             | N/A      |
| „Talk to me” (feat. Bastien)                      | 2020 | -       | —       | -       | —       |             | N/A      |
| „Someone” (feat. Denitia)                         | 2020 | -       | —       | -       | —       |             | N/A      |
| „Happier”                                         | 2022 | -       | —       | -       | —       |             | N/A      |
| „Infinito”                                        | 2022 | -       | —       | -       | —       |             | N/A      |
| „Pullin' me” (feat. Brook Baili)                  | 2023 | —       | —       | —       | —       |             | N/A      |
| „Where the wild things are” (feat. Oda Loves You) | 2023 | -       | -       | -       | -       |             | N/A      |
| „Down South” (feat. Alessiah)                     | 2023 | —       | —       | -       | —       |             | N/A      |
| „Shoot you Shot” (feat. Nahima)                   | 2023 | -       | —       | -       | —       |             | N/A      |
| „Prayer”                                          | 2024 | —       | —       | —       | —       |             | N/A      |
| „Better now” (feat. No/Me)                        | 2024 | -       | -       | -       | -       |             | N/A      |
| „Closer” (feat. Top Boy)                          | 2024 | —       | —       | -       | —       |             | N/A      |

### Piese produse de Vanotek
- „A Beautiful Day” (Tom Boxer feat. Jay, 2009)[34]
- „Friday Night” (Dan Bălan, 2009)[35]
- „Roses On Fire” (Pink Room feat. Antonia, 2009)[35]
- „Chica Bomb” (Dan Bălan, 2010)[34]
- „One Love” (Ellie White, 2010)[35]
- „Madam” (Sasha Lopez feat. Anda Adam, 2010)[35]
- „Get Up” (Naguale, 2010)[35]
- „Just For You” (Anda Adam, 2010)[35]
- „Everybody Feels Alright” (Sasha Lopez feat. Ale Blake & Broono, 2012)[34]
- „Sweetie” (Nico, 2012)[36]
- „Vanessa” (Havana, 2014)[37]
- „Vita Bella” (Havana, 2015)[34]
- „Jungle” (Yanka, 2015)[38]
- „Que Sera, Sera” (Havana, 2015)
- „You Lose” (Irisha, 2018)[39]
- "F**K That" (Bastard, 2019)
- "Down South" (Alessiah feat. Vanotek, 2023) [40]